# Chancelaria do Partido Nazista
A Chancelaria do Partido (em alemão:  Parteikanzlei), era o nome da sede do Partido Nacional-Socialista dos Trabalhadores Alemães (NSDAP), designado como tal em 12 de maio de 1941. O escritório existia anteriormente como Gabinete do Vice-Führer (Stab des Stellvertreters des Führers), mas foi renomeado depois que Rudolf Hess voou para a Escócia na tentativa de negociar um acordo de paz sem a autorização de Adolf Hitler. Hess foi denunciado por Hitler, seu antigo cargo foi dissolvido e a nova Chancelaria do Partido foi formada em seu lugar, sob o comando do antigo vice de Hess, Martin Bormann.

## História

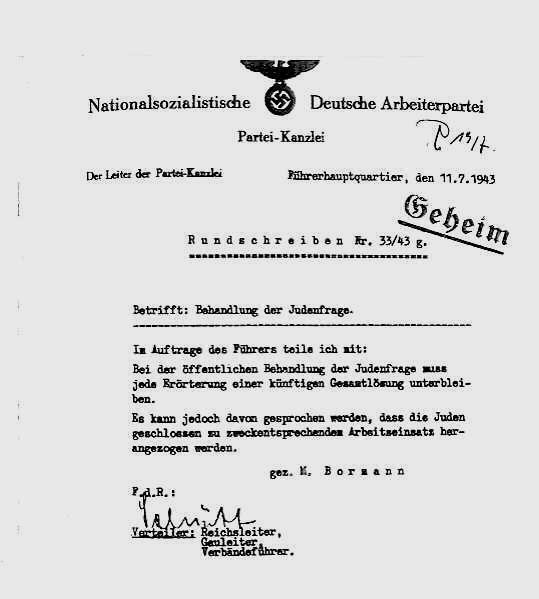
Como chefe do Partei-Kanzlei, Martin Bormann ordena aos oficiais do partido que não discutam publicamente uma futura solução completa "da questão judaica"

A partir de 1933, o escritório do partido teve sua sede em Munique, sob a liderança do Vice-Führer de Adolf Hitler, Rudolf Hess, que ocupava o posto de ministro do Reich no gabinete de Hitler. [a] O departamento de Hess era responsável por lidar com os assuntos do partido; resolver disputas dentro do partido e atuar como intermediário entre o partido e o estado em relação a decisões políticas e legislação.  A organização rivalizava em influência não apenas com a Chancelaria do Reich sob Hans Lammers, mas também com a Chancelaria do Führer e com o Gau e Reichsleiter nazista.  Típico do regime nazi em muitos aspectos, a Chancelaria do Partido competia por esferas de interesse com as outras duas chancelarias, criando várias áreas de duplicação funcional, complicando ainda mais "a relação entre o partido e o Estado". 
Outro problema que a Chancelaria de Hitler enfrentou foi a confusão administrativa que surgiu de todos os interesses concorrentes das várias organizações subordinadas do Partido, como a SA, a SS, a Juventude Hitlerista e a Frente Trabalhista, entre outras.  Havia uma aparente falta de uma autoridade administrativa centralizada para o Partido Nazista, então os Gauleiters ignoraram o gabinete de Hess, pois acreditavam que eram responsáveis apenas perante Hitler. Embora Hess fosse vice-Führer, seu gabinete não conseguiu administrar as tarefas administrativas até que Martin Bormann foi nomeado Chefe de Gabinete do gabinete de Hess em julho de 1933. 
Bormann, secretário pessoal e chefe de gabinete de Hess, era o homem nos bastidores que administrava os negócios diários do Gabinete do Vice-Führer.  Bormann usou sua posição para criar uma extensa burocracia e se envolveu tanto quanto possível na tomada de decisões.  Bormann logo se tornou um representante eficiente e indispensável dos interesses do partido, retirando poder dos líderes regionais no nível intermediário e ampliando o envolvimento do Estado-Maior do Vice-Führer nos assuntos de Estado por meio da promulgação de leis e decretos do Führer . Em 1935, Bormann começou a gerir o "quartel-general rural" de Hitler em Obersalzberg, na Baviera.  Também em 1935, ele foi encarregado das finanças pessoais de Hitler e usou sua proximidade para aumentar a autoridade do escritório sobre as inúmeras organizações do Partido; [b] apesar desse desenvolvimento, lutas jurisdicionais incessantes ainda caracterizavam o estado nazista.   Bormann criou o Fundo Adolf Hitler para o Comércio e Indústria Alemães, que coletava dinheiro de industriais alemães em nome de Hitler. Alguns dos fundos recebidos através deste programa foram desembolsados para vários líderes do partido, mas Bormann reteve a maior parte para uso pessoal de Hitler.  Em 1936, Bormann estava passando ordens diretamente de Hitler aos ministros do Reich e aos oficiais do Partido. 
Após a fuga de Hess para o Reino Unido para buscar negociações de paz com o governo britânico em 10 de maio de 1941, Hitler aboliu o cargo de Vice-Führer em 12 de maio de 1941. Hitler atribuiu as antigas funções de Hess a Bormann,  com o título de Chefe do Parteikanzlei (Chancelaria do Partido).  Nesta posição, ele era responsável por todas as nomeações do NSDAP e respondia apenas a Hitler.  A Chancelaria do Partido também teve acesso à extrema violência levada a cabo no teatro oriental pelas Forças-Tarefa da SS no verão e no outono de 1941, quando o chefe da Gestapo, Heinrich Müller, distribuiu relatórios, que foram assinados por altos funcionários de todo o Reich.  Questões legais e administrativas que regem questões jurisdicionais relacionadas à Conferência de Wannsee foram compartilhadas por Heydrich com organizações do Partido, incluindo a Chancelaria do Partido de Bormann no final de janeiro de 1942, tornando-os todos cúmplices da orquestração da Solução Final. 
Bormann usou sua posição para restringir o acesso a Hitler em seu próprio benefício  e, apoiado por deputados como Albert Hoffmann, Gerhard Klopfer e Helmuth Friedrichs, para aumentar a influência do partido em áreas como armamentos e mão de obra. O Ministro dos Armamentos, Albert Speer, reclamou que Bormann interferia em sua equipe dessa maneira. Em 12 de abril de 1943, Bormann foi oficialmente nomeado Secretário Particular do Führer, alcançando uma posição única de poder e confiança com Hitler.  Em algum momento no outono de 1943, Goebbels expressou dúvidas sobre a dependência de Hitler em relação a Bormann em relação aos assuntos domésticos, seu foco em questões militares e sua aparente negligência com a política - Goebbels registrou esse momento como "uma crise de liderança" em seu diário.  Goebbels acreditava ainda que "o chefe da Chancelaria do Partido estava a gerir Hitler".  Nessa altura, Bormann tinha controlo de facto sobre todos os assuntos internos. Ele ocupou o cargo de líder da Chancelaria do Partido Nazista até 30 de abril de 1945.  No final dos últimos meses da guerra, Bormann ainda estava "trabalhando febrilmente" para reestruturar o Partido Nazista para uma Alemanha pós-guerra.  Compartilhando das ilusões de Hitler, Bormann estava exercendo seu poder sobre o Partido emitindo decretos e diretivas sobre uma ampla variedade de questões no final, enquanto Hitler movia "exércitos inexistentes" em um mapa nas profundezas do bunker. 